# Heusden Koers 1982
De 34e editie van de Belgische wielerwedstrijd Heusden Koers werd verreden op 10 augustus 1982. De start en finish vonden plaats in Heusden. De winnaar was Dirk Heirweg, gevolgd door Rudy Matthijs en Walter Dalgal.

## Uitslag
| Heusden Koers 1982 |               |                                      |       |
| Plaats             | Naam          | Ploeg                                | Tijd  |
| Winnaar            | Dirk Heirweg  | Maufroy-F. Moser                     | 3u20' |
| 2                  | Rudy Matthijs | Boule d'Or-Sunair-Colnago-Campagnolo | z.t.  |
| 3                  | Walter Dalgal | Splendor-Wickes Bouwmarkt            | z.t.  |

1929 · 1930-1935 · 1936 · 1937 · 1938 · 1939 · 1952 · 1953 · 1954 · 1955 · 1956 · 1957 · 1958 · 1959 · 1960 · 1961 · 1962 · 1963 · 1964 · 1965 · 1966 · 1967 · 1968 · 1969 · 1970 · 1971 · 1972 · 1973 · 1974 · 1975 · 1976 · 1977 · 1978 · 1979 · 1980 · 1981 · 1982 · 1983 · 1984 · 1985 · 1986 · 1987 · 1988 · 1989 · 1990 · 1991 · 1992 · 1993 · 1994 · 1995 · 1996 · 1997 · 1998 · 1999 · 2000 · 2001 · 2002 · 2003 · 2004 · 2005 · 2006 · 2007 · 2008 · 2009 · 2010 · 2011 · 2012 · 2013 · 2014 · 2015 · 2016 · 2017 · 2018 · 2019 · 2020 · 2021 · 2022 · 2023